# تشارلز يوجين فلاندريو
تشارلز يوجين فلاندريو (بالإنجليزية: Charles Eugene Flandrau)‏ (15 يوليو 1828 - 9 سبتمبر 1903) كان محامي أمريكي وكان يعمل في محكمة مينيسوتا العليا بالإضافة إلى ذلك كان عسكري برتبه عقيد في جيش الاتحاد.